# Mornington Crescent
Mornington Crescent è una stazione della metropolitana di Londra, servita dalla linea Northern, sulla diramazione di Charing Cross.

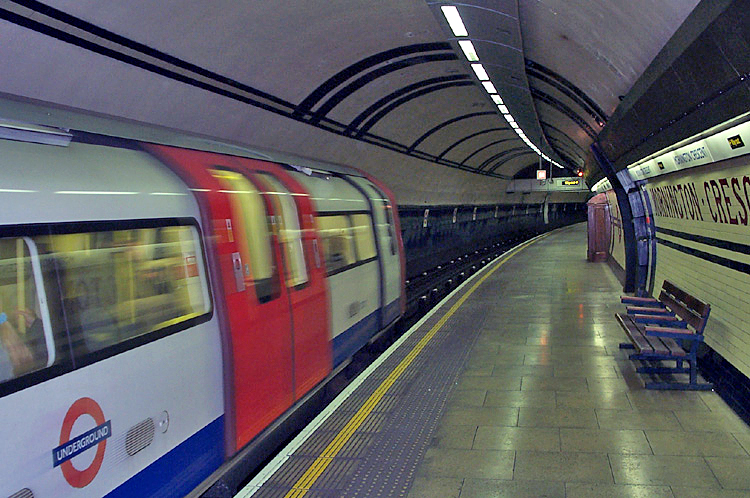
Un treno a Mornington Crescent.

## Storia
La stazione fu aperta il 22 giugno 1907 dalla Charing Cross, Euston and Hampstead Railway, oggi un tratto della linea Northern.
La stazione chiuse il 5 giugno 1924, insieme alla stazione di South Kentish Town, nell'ambito dello sciopero generale che interessò tutto il Regno Unito. Mornington Crescent riaprì il 2 luglio. South Kentish Town, invece, non fu riaperta e divenne una stazione fantasma.
Il 23 ottobre 1992 la stazione fu chiusa per poter sostituire gli ascensori (che avevano più di 85 anni). Secondo quanto pianificato, la ristrutturazione avrebbe dovuto impiegare un anno. Tuttavia lo stato di abbandono che la stazione aveva conosciuto negli anni precedenti fece sì che Mornington Crescent rimanesse chiusa per la maggior parte degli anni novanta; si propose persino una sua chiusura definitiva.
Per evitare che la stazione venisse chiusa vi fu una campagna alla quale parteciparono moltissime persone, in quanto la stazione è stata resa famosa dal popolare gioco radiofonico della BBC I'm Sorry I Haven't A Clue, in cui appare frequentemente Mornington Crescent, che dà il nome a un complicato immaginario gioco di strategia, nato come parodia di altri giochi simili.
La stazione venne riaperta il 27 aprile 1998 dal cast dello show (Humphrey Lyttelton, Barry Cryer, Tim Brooke-Taylor e Graeme Garden) ed una targa commemorativa che ricorda Willie Rushton, un altro membro del cast morto nel 1996, è stata posta nella stazione nel 2002.
Durante la ristrutturazione della stazione, la piastrellatura originale presente sui muri venne restaurata. Inoltre venne ricostruita la sala biglietteria e vennero chiuse le scale d'emergenza. La stazione, dalla sua riapertura nel 1998, viene utilizzata da un notevole numero di persone, anche nei weekend, nel tentativo di alleviare la pressione sulla sempre più affollata stazione di Camden Town.
Dal 24 aprile 1987 la stazione è un monumento classificato di grado II.

## Strutture e impianti
La stazione è situata al termine meridionale di Camden High Street, dove incontra Hampstead Road ed Eversholt Street. Questo snodo forma l'angolo nord-occidentale di Somers Town, con Camden Town a nord e Regent's Park Estate a sud della stazione.
La stazione di Mornington Crescent si trova nella Travelcard Zone 2.

## Interscambi
Nelle vicinanze della stazione effettuano fermata alcune linee urbane automobilistiche, gestite da London Buses.
- Fermata autobus